# Geheimpolizisten
Geheimpolizisten ist ein deutscher Kriminal-Stummfilm aus dem Jahre 1929 mit Eddie Polo in der Hauptrolle. Regie führte Edmund Heuberger.

## Handlung
Fabrikant Wehring scheint auf schreckliche Weise ermordet worden zu sein. Jedenfalls ist seine Fabrikanlage in die Luft geflogen. Sein Ingenieur Franz Hayn wird der Tat verdächtigt. Man kann ihm aber die Tat nicht nachweisen, und so muss er aus Mangel an Beweisen wieder auf freien Fuß gesetzt werden. Dass man ihn je einer solchen Untat verdächtigt hat, wurmt den Hayn sehr, weiß er doch um seine eigene Unschuld. Nun setzt er alles daran, den wahren, hinter dem Anschlag stehenden Täter ausfindig zu machen.
Da taucht plötzlich die mysteriöse Tänzerin Ria Rita auf, die vorgibt, Wehrings Schwester zu sein. Sie macht auf Hayn alles andere als einen seriösen Eindruck. Der Frau scheint es einzig und allein darauf anzukommen, so schnell wie möglich die nach dem Tod ihres Bruders fällige Versicherungssumme in Empfang nehmen zu können. Hayn klemmt sich an ihre Fersen, und bald bestätigt sich sein Verdacht, dass etwas mit dieser Dame nicht stimmt. Hinter ihr steckt eine ganze Ganovenbande, angeführt ausgerechnet von dem totgeglaubten Herrn Wehring! In Zusammenarbeit mit dem ermittelnden Kriminalkommissar Dr. Stendorf kann Hayn die gesamte Bande dingfest machen und der Polizei übergeben.

## Produktionsnotizen
Der Film entstand unter dem Arbeitstitel Kriminalpolizei – Abteilung Mord in den Monaten Oktober und November 1929 in den Jofa-Ateliers (Innenaufnahmen) sowie am Wannsee (Außenaufnahmen). Der Sechsakter mit einer Länge von 2254 Metern passierte die Filmzensur am 22. November 1929 und erhielt Jugendverbot. Die Uraufführung von Geheimpolizisten war am 6. Dezember 1929 in Berlins Schauburg.
Die Produktionsleitung hatte Joe Pasternak, die Bauten stammen von Gustav A. Knauer und Willy Schiller. Die Aufnahmeleitung hatte Alfred Kern.

## Trivia
Koinzidenz der Ereignisse: Unmittelbar vor der Uraufführung des Films ereignete sich ein ähnlicher Fall im Deutschen Reich. Der Leipziger Verlagsvertreter Kurt Erich Tetzner hatte einen Landstreicher ermordet und dessen Leiche mitsamt seinem Auto verbrannt, um seinen eigenen Tod bei einem schweren Verkehrsunfall vorzutäuschen. Seine Frau sollte die Versicherungssumme einstreichen, und das Paar wollte, wenn Gras über die Sache gewachsen ist, unter anderem Namen erneut heiraten. Die Sache flog auf, und am 4. Dezember 1929 (zwei Tage vor der Uraufführung von Geheimpolizisten) wurde Tetzner in Straßburg verhaftet.

## Kritiken
„Eddie Polo, Liebling des Publikums, hat hier Gelegenheit, seine Schwimmkünste und Boxkünste zu zeigen, über Mauern zu klettern, geheimnisvoll zu agieren und alles zu einem glücklichen Ausgang zu führen. Fritz Falkenstein und Walter Wassermann, die Autoren, verstehen ihr Handwerk, halten bis zum letzten Augenblick die Spannung wach. (…) Und nur der an Wallace Geschulte ahnt allenfalls dicht am Schluß, wer der große Unbekannte ist, der durch das Ganze geistert. Edmund Heuberger nutzt die Spannung aus, spielt die Szenen mit einem gewissen Tempo herunter …“

„Dem Drehbuch muß man Knappheit, Spannung und Tempo zugestehen. Der Regisseur weiß den Beschauer bis in die letzten Szenen hinein in Unklarheit über den großen Unbekannten zu halten. Dieser große Unbekannte … wird durch Anton Pointner in scharfumrissenen Zügen dargestellt. Noch schlauer aber … ist Eddie Polo, der … weniger schauspielerisch als sportlich interessiert. Rina Marsa kann als Schwester des Fabrikbesitzers zwar ihre gute Figur im Revuekostüm zeigen, weniger ihr darstellerisches Talent.“

„[Der] Versicherungsschwindel … kommt nicht etwa durch die Geheimpolizisten heraus die wie immer in solchen Filmen eine halb lächerliche Rolle spielen, sondern durch Eddie Polo persönlich, der offenbar den Ehrgeiz hat, es Harry Piel gleichzutun. Aber so gewandt und kräftig er auch ist, an sein Vorbild reicht er nicht heran. Es fehlt ihm selbst dazu an Phantasie, der Fabel an Spannung, dem Film an technischen Einfällen.“